# 21 Batalion Czołgów Lekkich

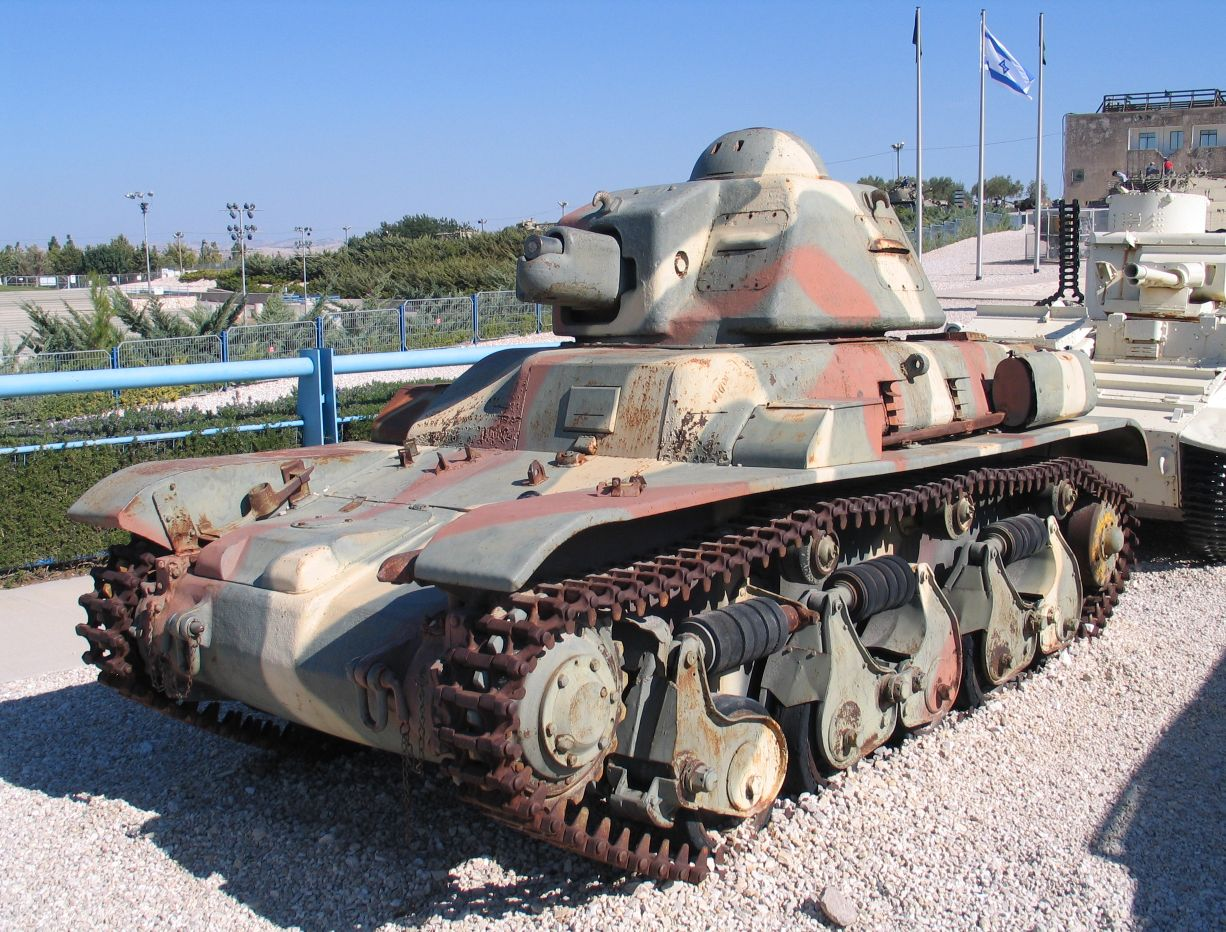
Renault-R-35 -czołg podstawowy batalionu

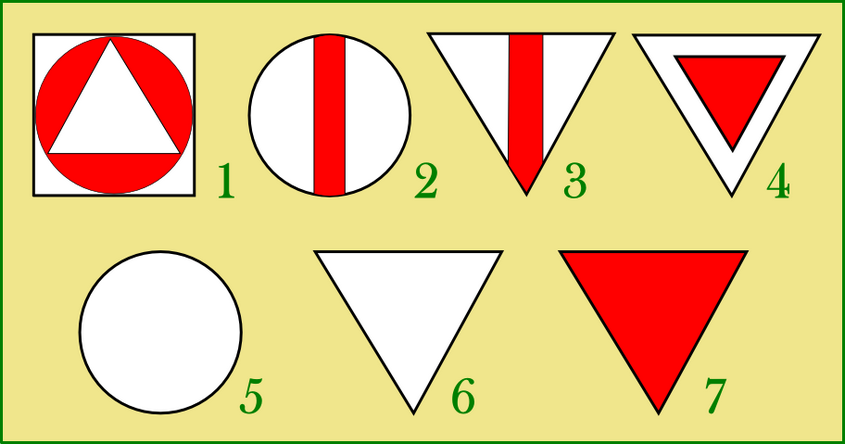
Znaki taktyczne malowane na czołgach lekkich i rozpoznawczych

Kamuflaż polskich czołgów Renault R35

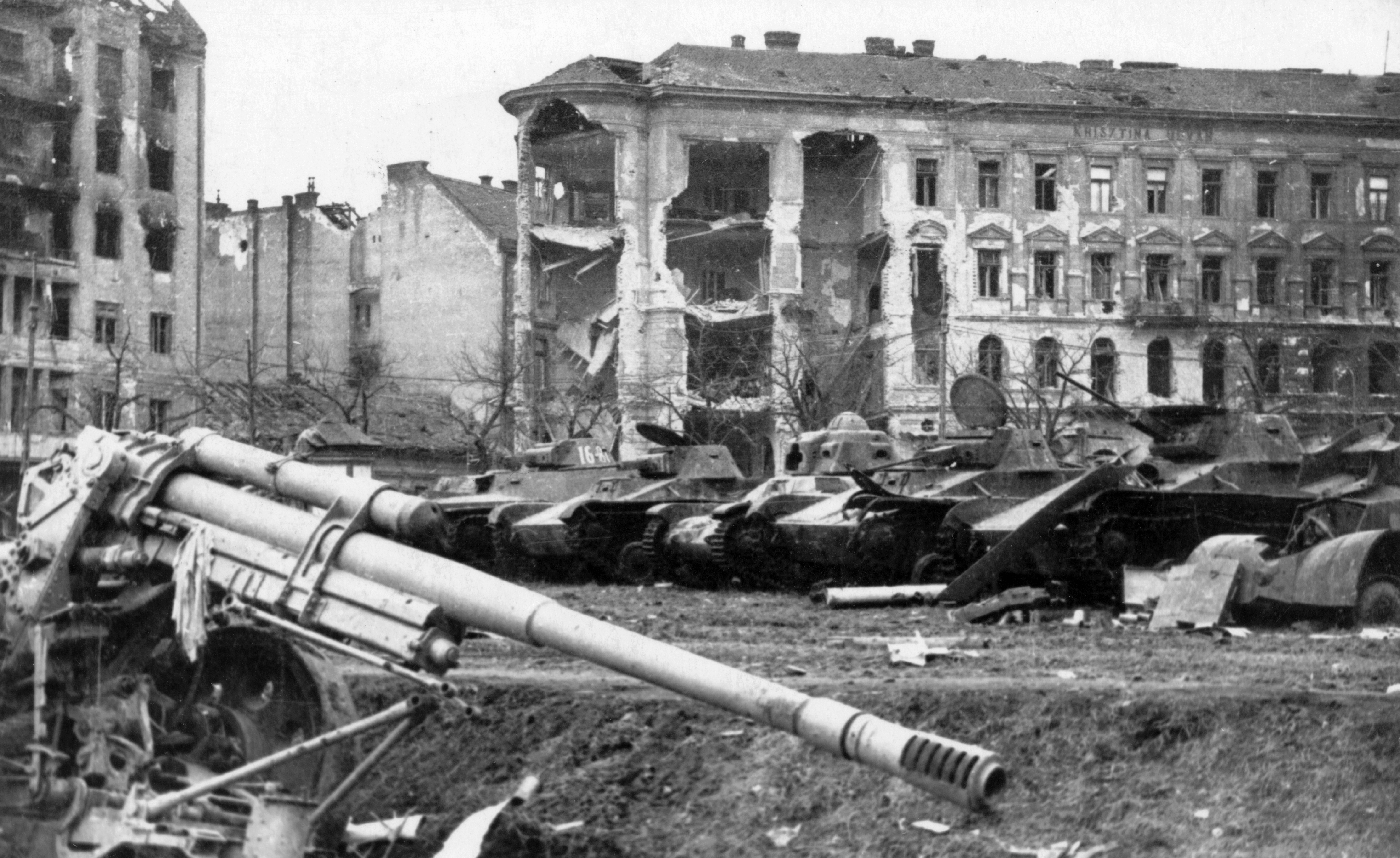
Zdjęcie ukazuje sprzęt zdobyty przez Armię Czerwoną w Budapeszcie, trzeci od lewej widoczny czołg Renault R-35. Prawdopodobnie jest to jeden z polskich pojazdów pancernych internowanych na Węgrzech w 1939

21 Batalion Czołgów Lekkich – pododdział pancerny Wojska Polskiego w II Rzeczypospolitej.
Batalion nie występował w organizacji pokojowej wojska. Zmobilizowany w ramach I rzutu mobilizacji powszechnej w dniach 31 sierpnia – 3 września 1939 przez 12 batalion pancerny w Łucku jako oddział dyspozycyjny Naczelnego Dowództwa. Został wyposażony w sprowadzone do Polski 20 lipca 1939 czołgi Renault R-35.

## 21 bczl w kampanii wrześniowej
Będąc w dyspozycji Naczelnego Wodza (NW) nie brał udziału w pierwszej fazie walk. W sztabie NW zadecydowano o wzmocnieniu Armii „Małopolska” 21 batalionem. 14 września batalion wykonał marsz z Kiwerc do Dubna, gdzie załadowano go transport kolejowy. Z powodu zniszczenia linii kolejowej batalion dotarł tylko do stacji Radziwiłłów. Stamtąd, po wielokrotnej zmianie przydziałów, skierowany został 15 września, rozkazem Naczelnego Dowództwa do obrony tzw. rumuńskiego przedmościa. 15/16 września nocnym marszem batalion dotarł rano do lasu w okolicach Brzeżan. 16 września dowódca plutonu czołgów zapasowych por. Marian Fijałkowski otrzymał rozkaz maszerowania razem z kompanią techniczno-gospodarczą. Z uwagi na to, że w kolumnie maszerowały stare i wysłużone „Berliety”, kompania pozostawała w tyle. 17 września z polecenia gen. dyw. Władysława Sikorskiego, pluton por. Fijałkowskiego wzmocnił swymi czołgami obronę mostów (drogowego i kolejowego) na Dniestrze w Niżniowie zabezpieczanych przed Armią Czerwoną przez kompanię piechoty Obrony Narodowej ze Stanisławowa. Kolejnym nocnym marszem 16/17 września batalion przybył do nakazanego rejonu. O godz. 3.00 przejechano przez Stanisławów i w godzinę później zorganizował biwak w lesie Klubowce na trasie Tyśmienica – Niżniów. O 11.30 dowódca batalionu, mjr Jerzy Łucki, dowiedział się o sowieckiej agresji na Polskę. Kilka godzin później, na rozkaz Naczelnego Dowództwa, oddział wyruszył w drogę do granicy polsko-rumuńskiej. Batalion granicę przekroczył w Kutach 18 września o 15.00 (mając na stanie 34 czołgi). Pluton czołgów zapasowych podążający za 21 bczl w kierunku granicy, podczas przemarszu przez Kołomyję stoczył potyczkę z komunistycznymi dywersantami 19 września. Po czym 20 września przekroczył granicę z 4 czołgami. Dwa czołgi i patrol motocyklowy, podążające z tyłu za batalionem włączył do obrony miejscowości Kuty, komendant miasta mjr dypl. H. Piątkowski. Na interwencję mjr. Łuckiego czołgi wraz z patrolem 21 września dołączyły do batalionu. Ostatecznie 4 października sprzęt i czołgi batalionu zostały przekazane stronie rumuńskiej, a żołnierze internowani.
2 (3?) czołgi R-35 z 21 batalionu czołgów lekkich dołączyły do 10 Brygady Kawalerii Zmot. i razem z nią przekroczyły granicę z Węgrami. Nie do końca jasne jest pochodzenie tych czołgów. Być może pochodziły z kompanii por. Jakubowicza lub z 21 batalionu czołgów lekkich. 

## Struktura i obsada personalna batalionu
Obsada personalna we wrześniu 1939:
- dowódca – mjr Jerzy Łucki
- zastępca – kpt. Jan Okolski (do 8 lub 11 IX 1939)
- oficer taktyczno-zwiadowczy – kpt. Walerian Łań (od 8 lub 11 IX 1939 zastępca dowódcy batalionu)[6]
- adiutant – por. Tadeusz Kraczkiewicz
- dowódca plutonu opl – por. rez. Jerzy Piątkowski[6]
- dowódca 1 kompanii – kpt. Józef Wasilewski
  - dowódca 1 plutonu – por. Mieczysław Panieczko
  - dowódca 2 plutonu – ppor. Bogusław Grudziński
  - dowódca 3 plutonu – ppor. Tomasz Kostuch
  - dowódca 4 plutonu – sierż. pchor. Wiktor Słabczyński
- dowódca 2 kompanii – por. Marian Kochanowski
  - dowódca 1 plutonu – por. rez. Józef Kostylek
  - dowódca 2 plutonu – sierż. pchor./ppor. Stanisław Janiszewski
  - dowódca 3 plutonu – ppor. rez. Wacław Kowalski
  - dowódca 4 plutonu – ppor rez. Janusz Kaliszewski
- dowódca 3 kompanii – kpt. Ryszard Orliński
  - dowódca 1 plutonu – por. Leszek Szczepański
  - dowódca 2 plutonu – sierż. pchor.rez. Eugeniusz Hauck
  - dowódca 3 plutonu – sierż. pchor. rez. Adam Ostromęcki
  - dowódca 4 plutonu – ppor. rez. Stanisław Kleniewski
- dowódca kompanii techniczno – gospodarczej – kpt. Jan Żurek
  - dowódca plutonu technicznego – por. Marian Fijałkowski
  - dowódca plutonu gospodarczego – ppor. rez. Eugeniusz Karniol